# Église Saint-Sulpice de Saint-Sulpice-de-Royan
L'église Saint-Sulpice est une église paroissiale située sur la commune de Saint-Sulpice-de-Royan en Charente-Maritime dans le diocèse de La Rochelle et Saintes. Elle fait partie du doyenné de Royan et du secteur pastoral Saint-Hilaire en Pays Royannais. Le saint patron de cette église est saint Sulpice.

## Description
La nef et la base du clocher sont les seuls vestiges de l'église du XIIe siècle. Le transept, disparu lors des guerres de Religion, n’a pas été remplacé. La façade est composée d’un portail à cinq voussures surmontées d’une baie haute et encadrée de deux portes ornées. 
L’église est dotée d’un clocher constitué de deux étages, il est orné d’une série de cinq arcatures en plein cintre dont les chapiteaux sont joliment travaillés. Cet étage est également surmonté d’une corniche à modillons et de deux hautes baies sur trois faces. Seule la façade ouest n’en comporte qu’une. La petite tour accolée contient l’escalier menant au clocher. L’intérieur de l’édifice est sobre, mis à part les traces de peinture murale datant du XVII ou XVIIe siècle, visibles sur le mur sud. On peut encore distinguer les restes d’une frise et de fausses tentures. La voûte d’ogive des deux premières travées de la nef s’appuie sur des chapiteaux à volutes. La troisième travée comprend une coupole circulaire reposant sur un plan octogonal racheté par des trompes.

## Protection
La nef et le clocher de l'église Saint-Sulpice sont classés au titre des monuments historiques depuis le 22 octobre 1913.

## Galerie de photos

Vues extérieures
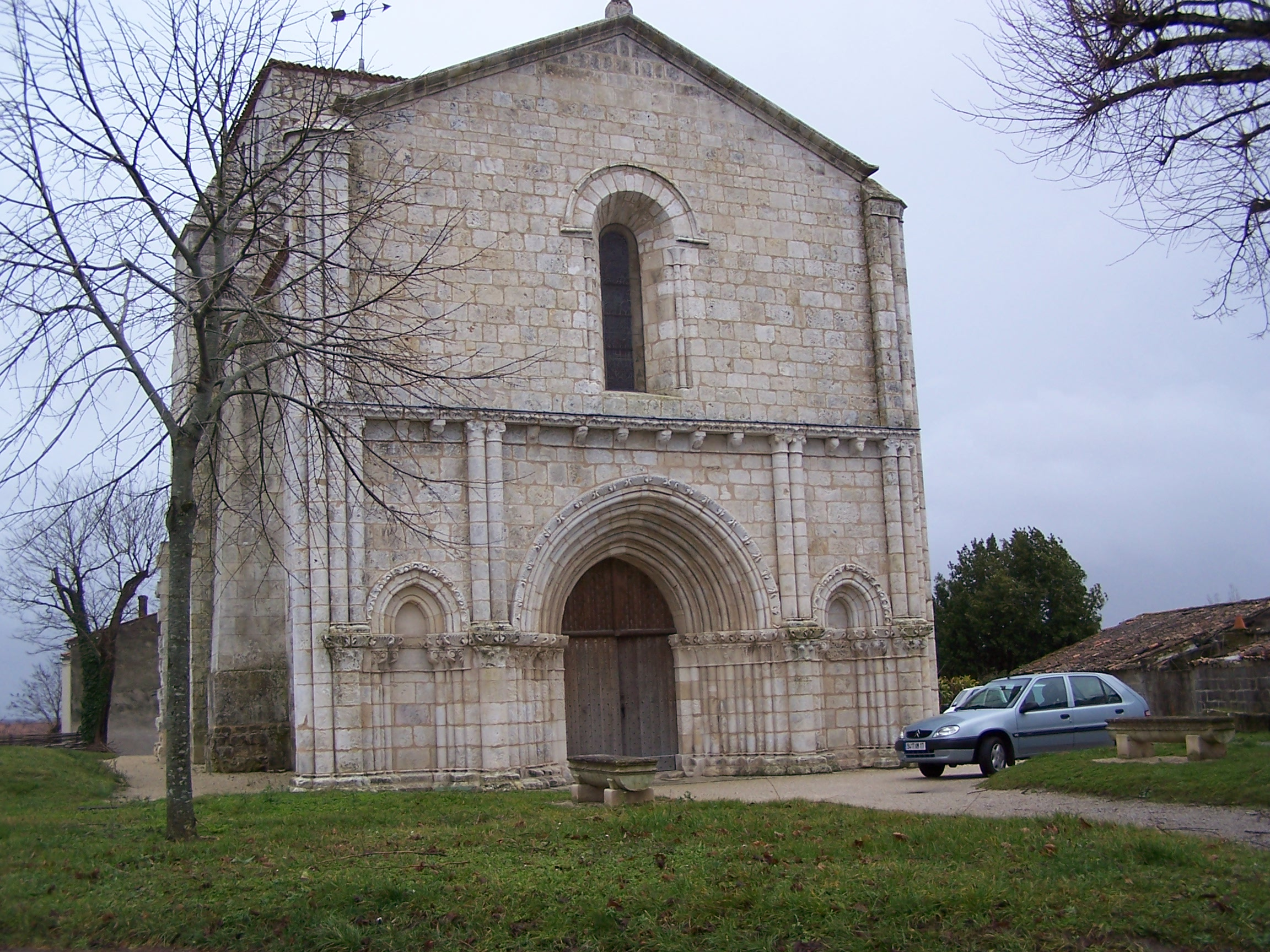
La façade ouest.
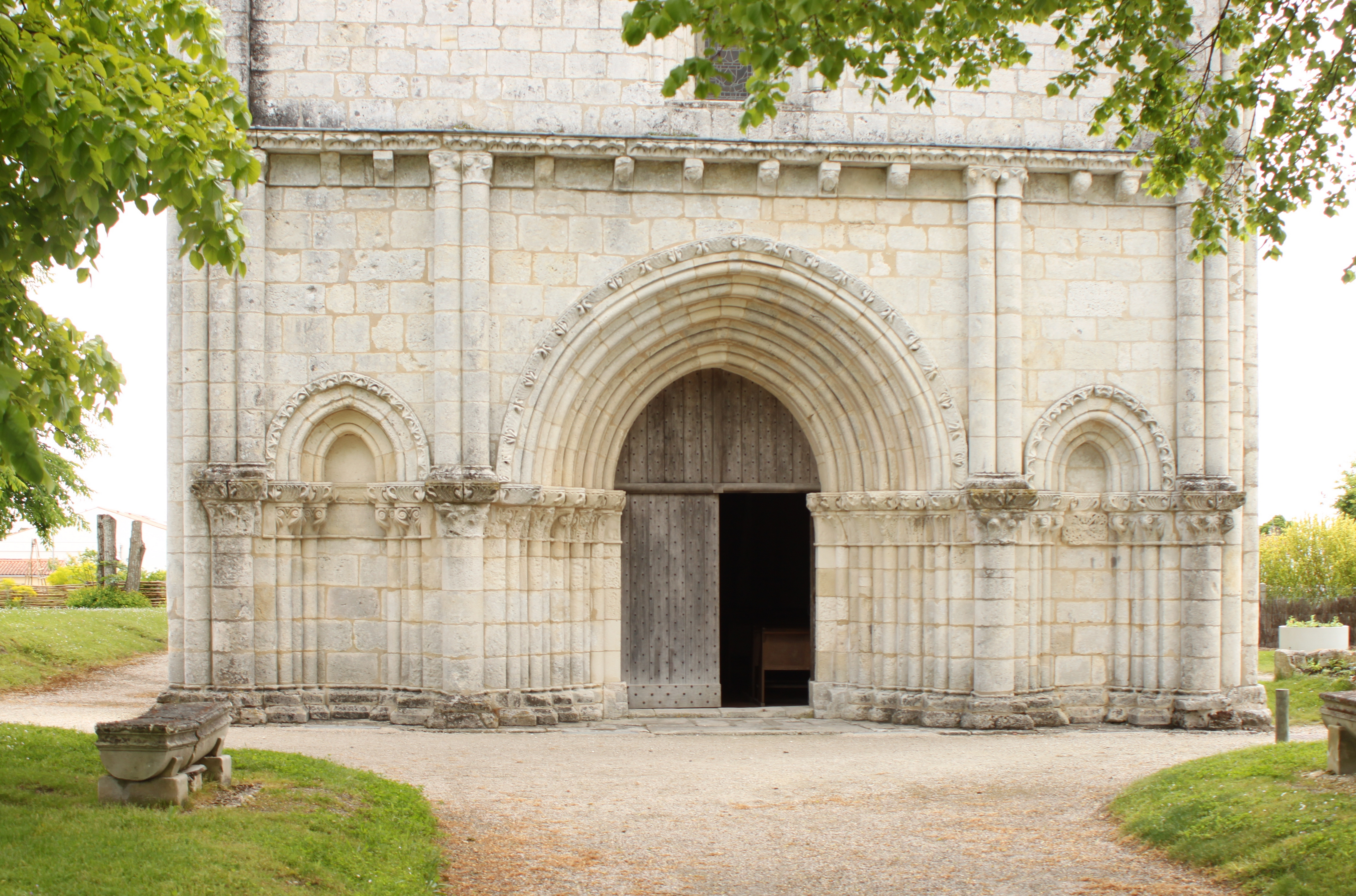
Détail de la façade.
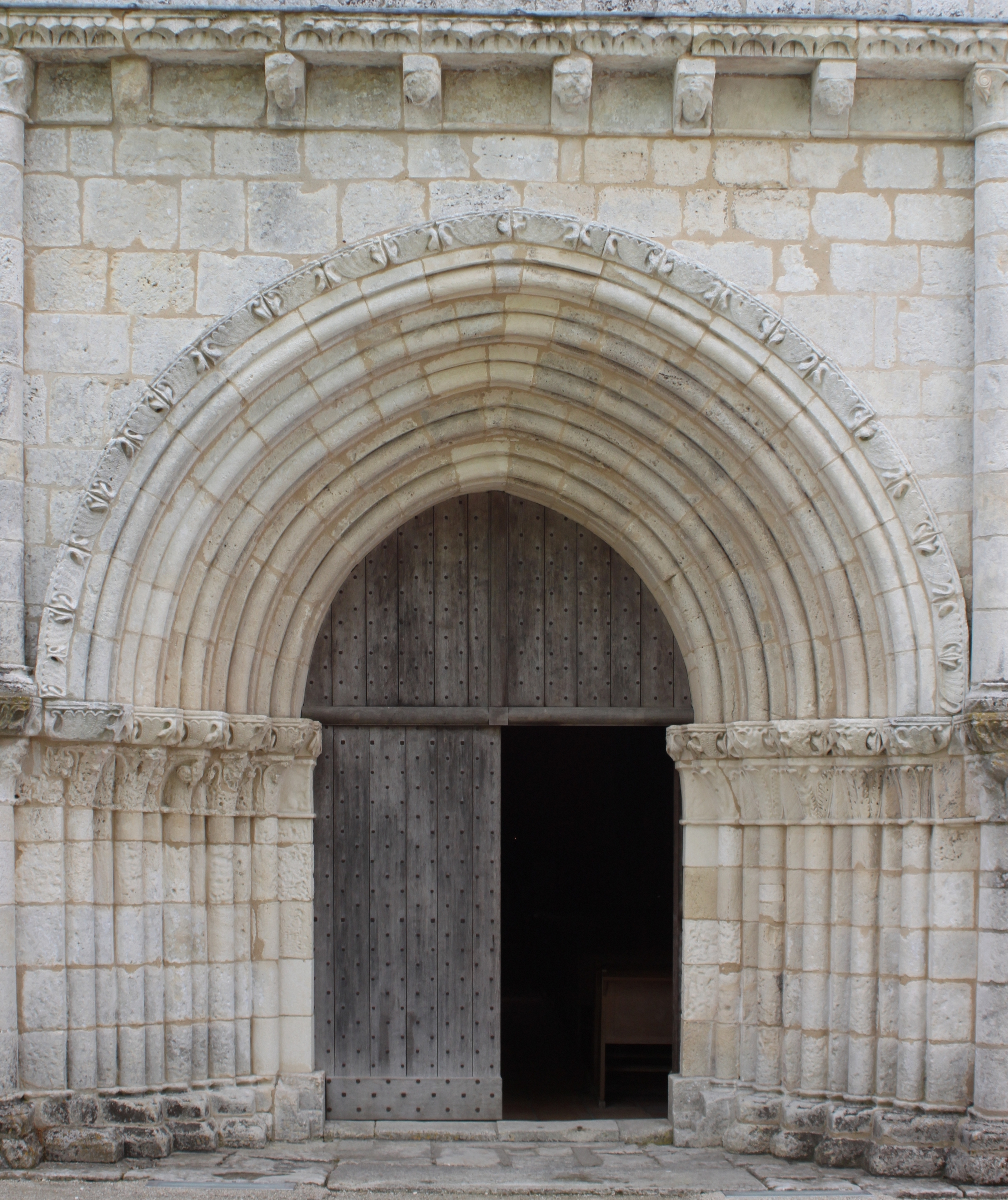
Portail de l'église.

Vues intérieures
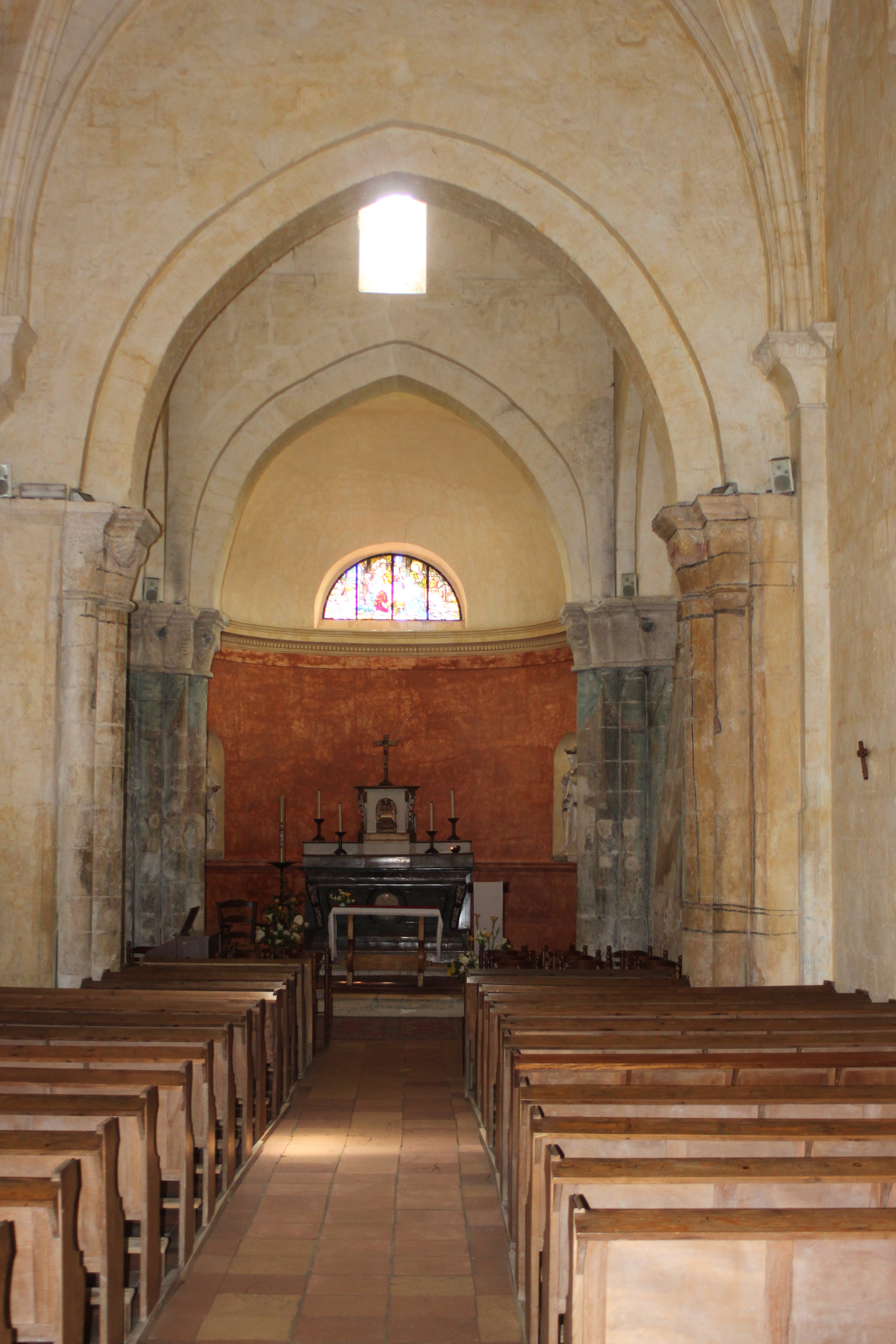
Nef.
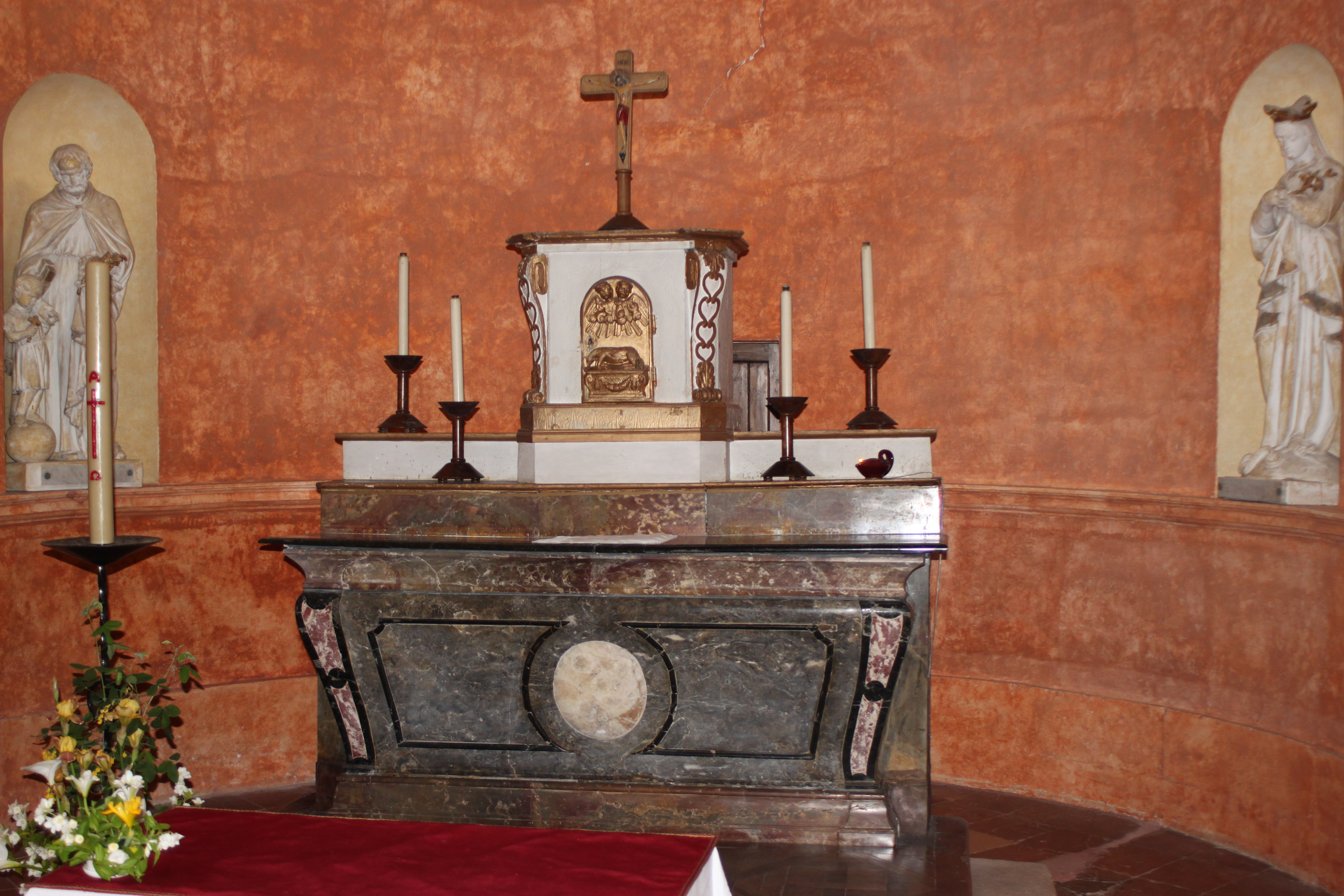
Maître-autel.
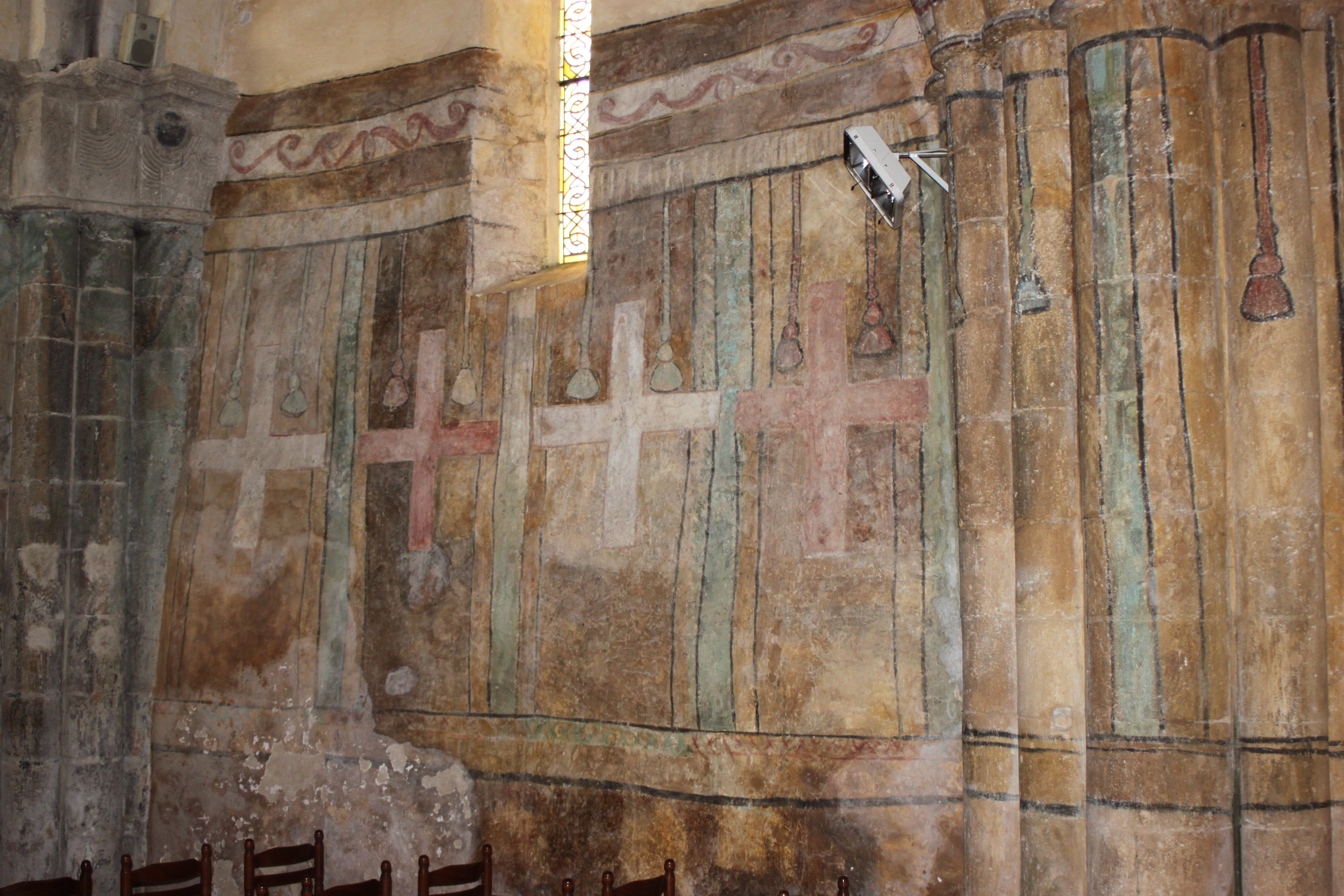
Fresque du chœur.
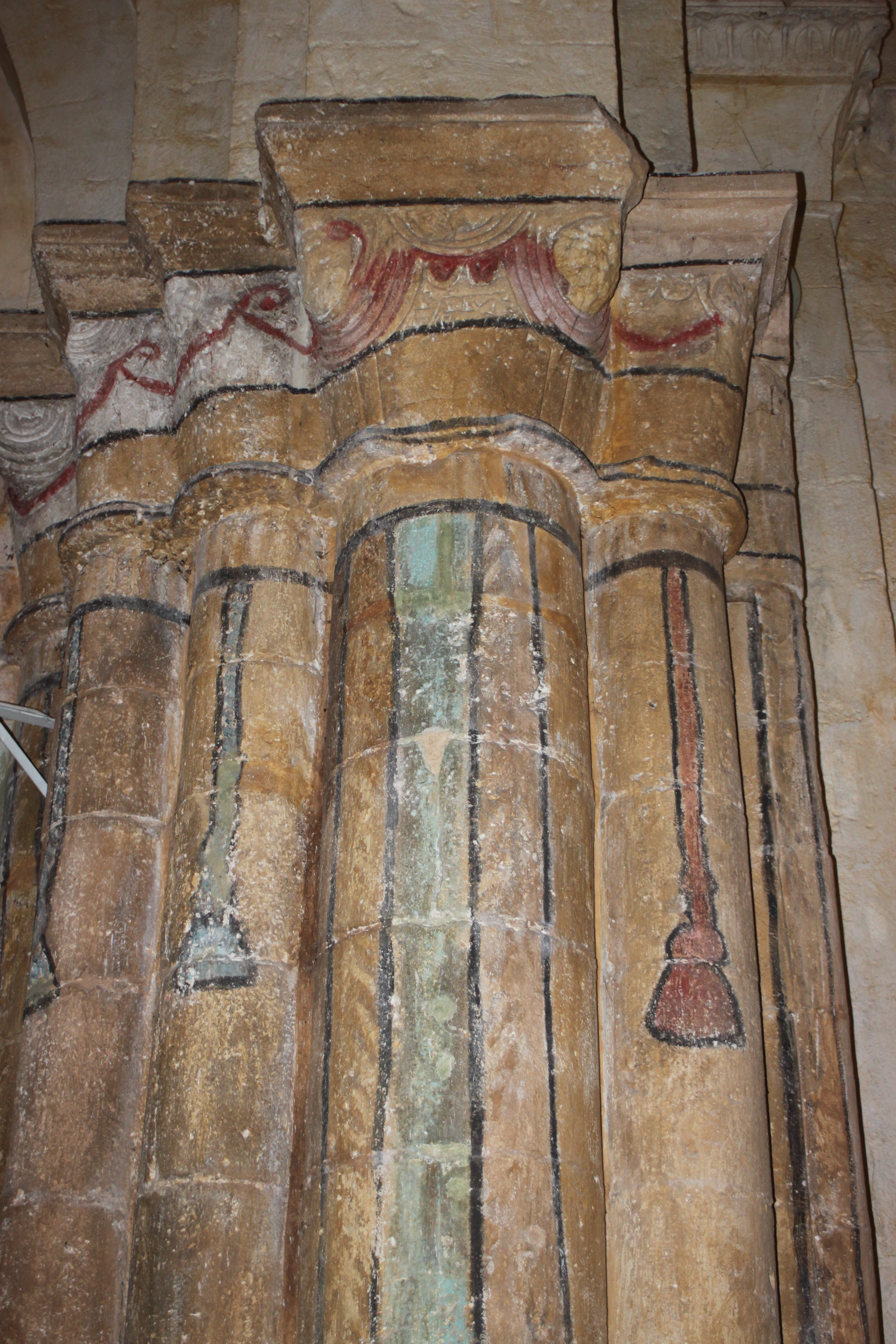
Détail de la fresque sur pilier.

Les statues
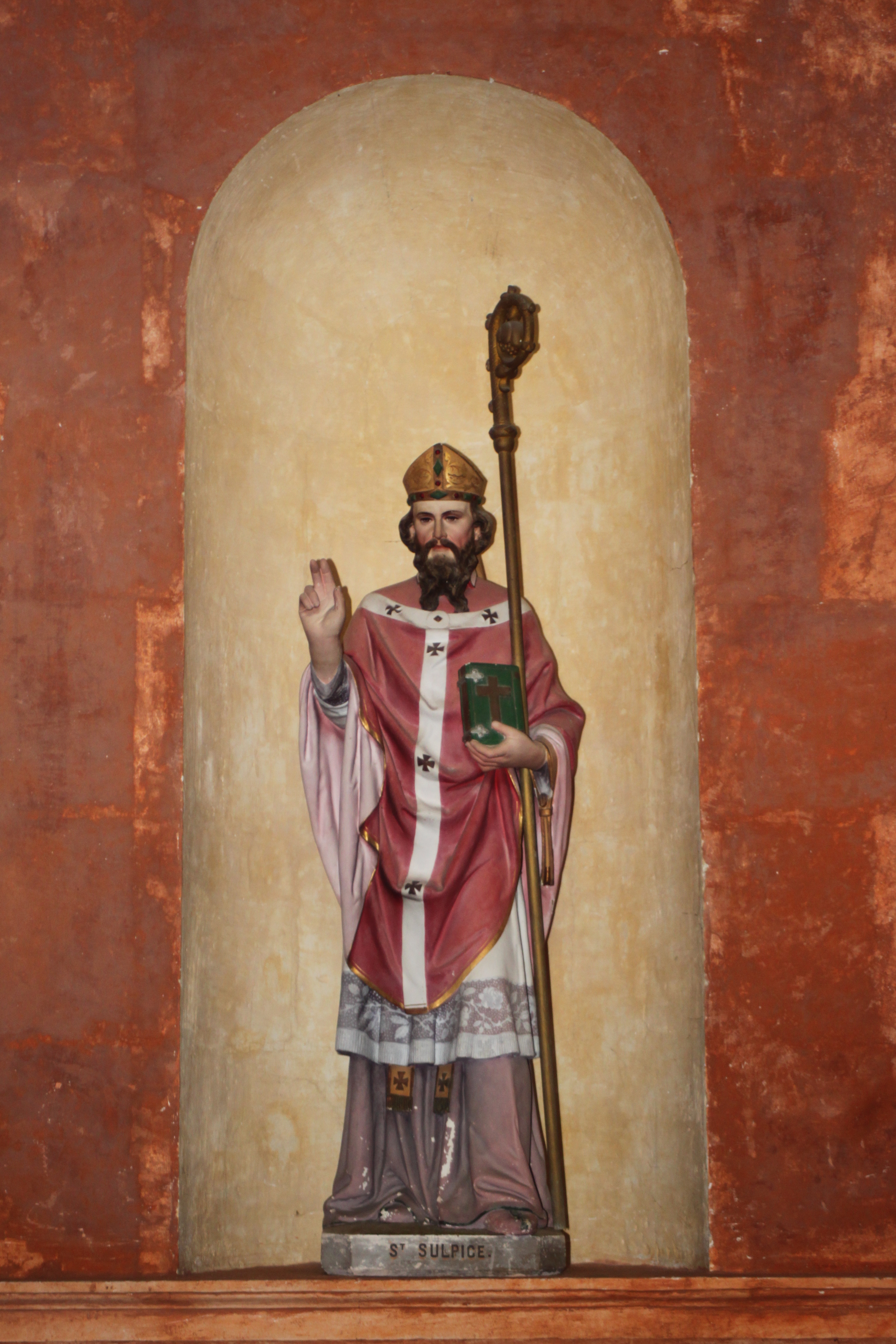
Saint Sulpice.
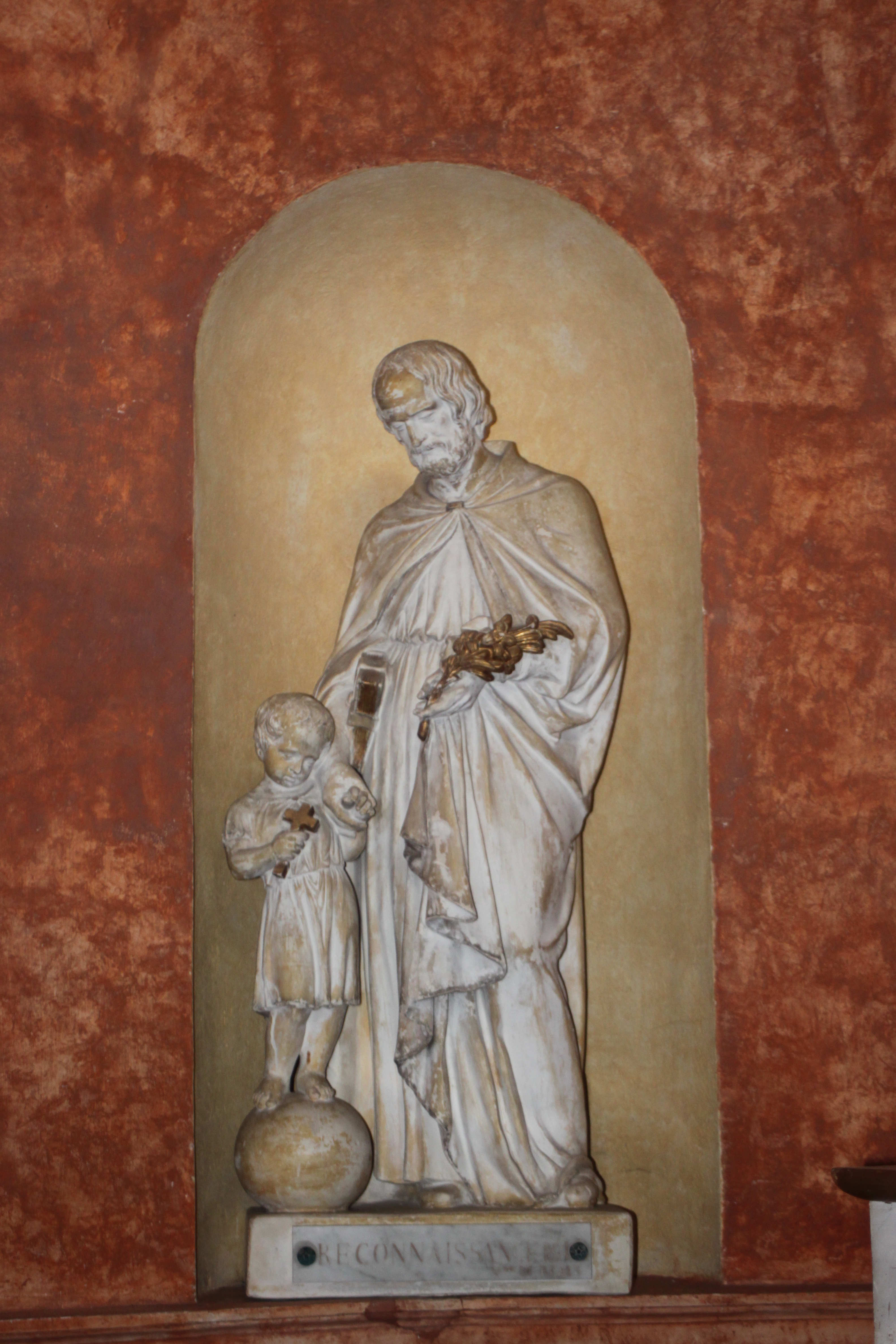
Saint Joseph.
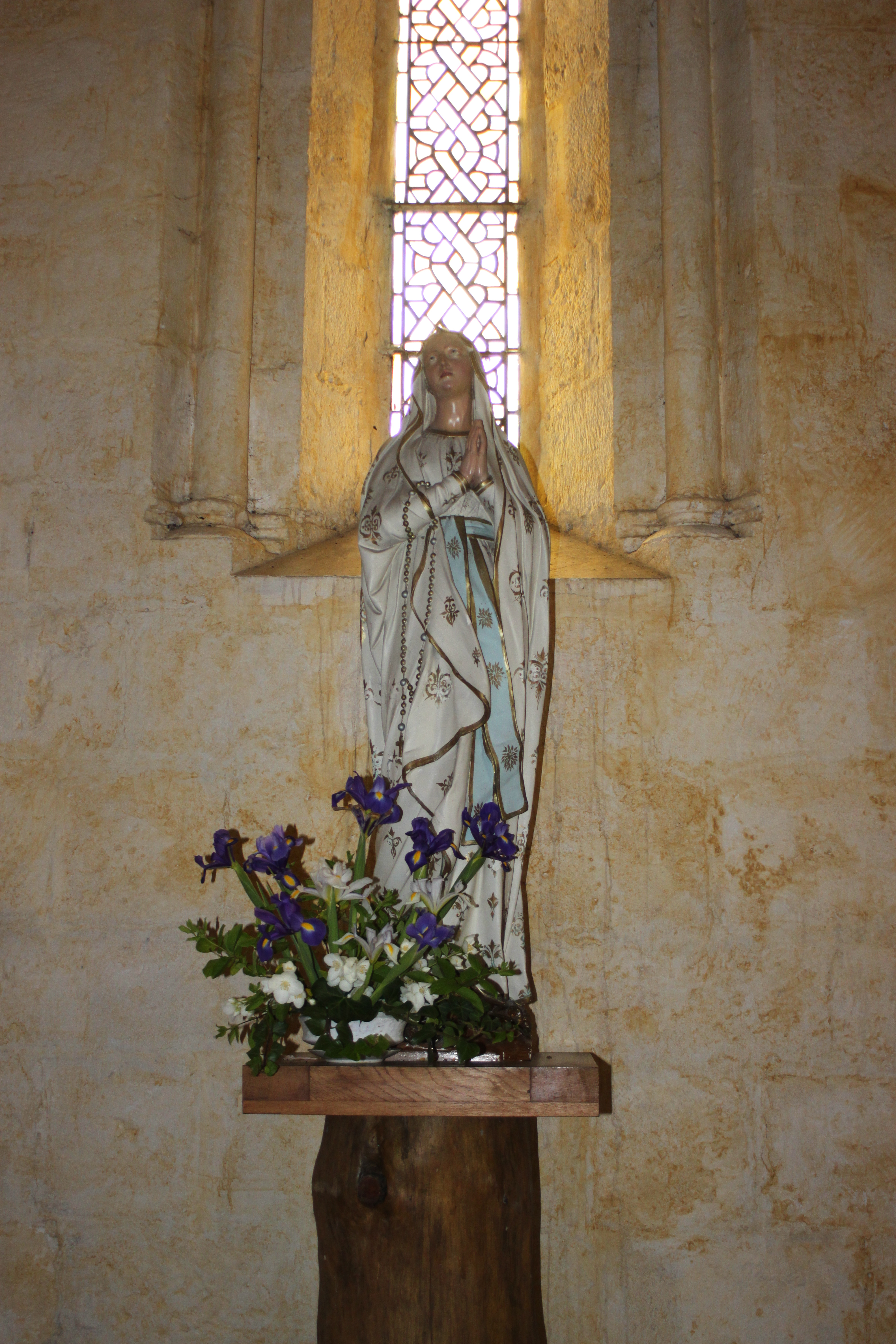
Notre-Dame.
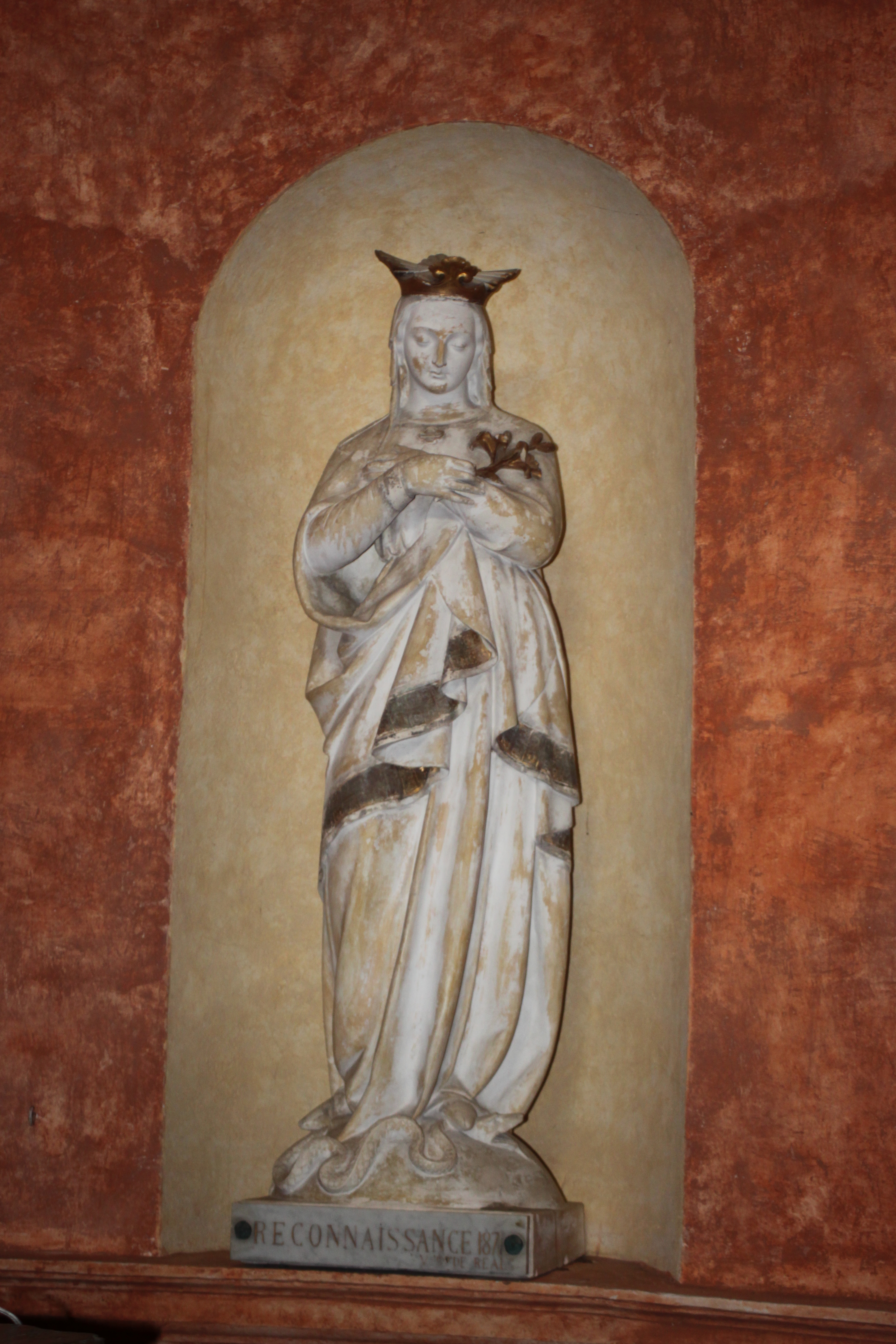
Sainte Marie.
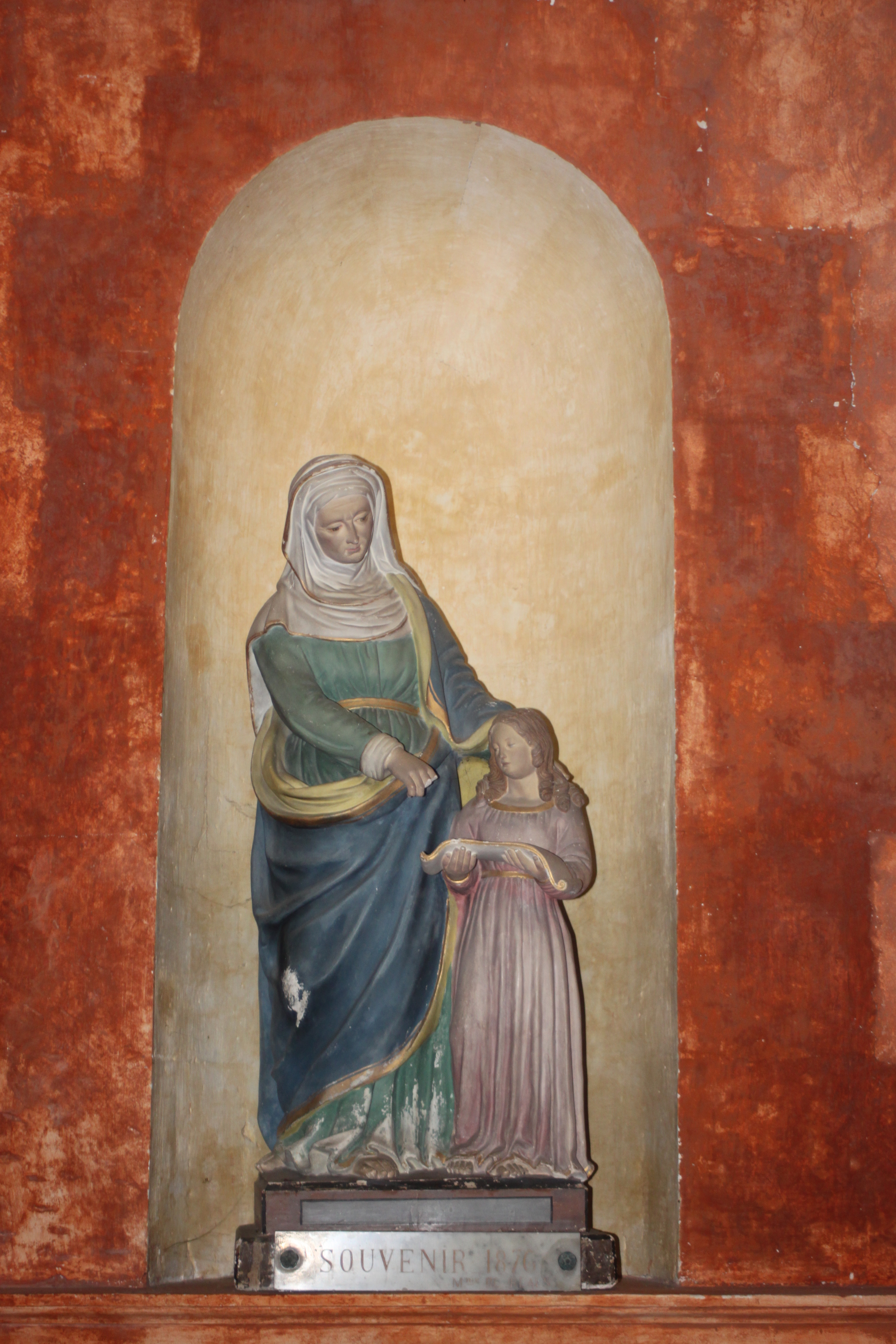
Sainte Anne.

Les vitraux
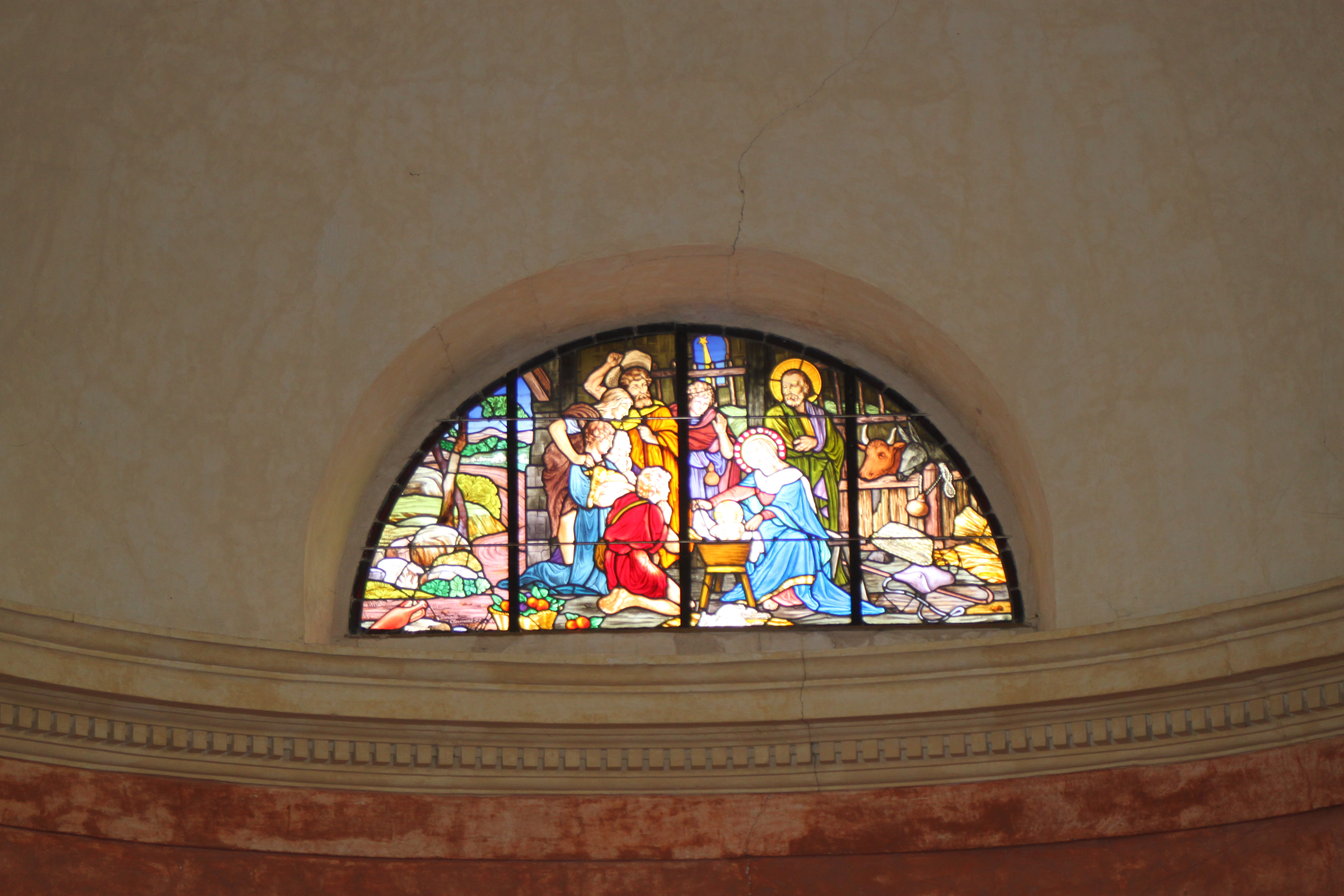
Vitrail du chœur.
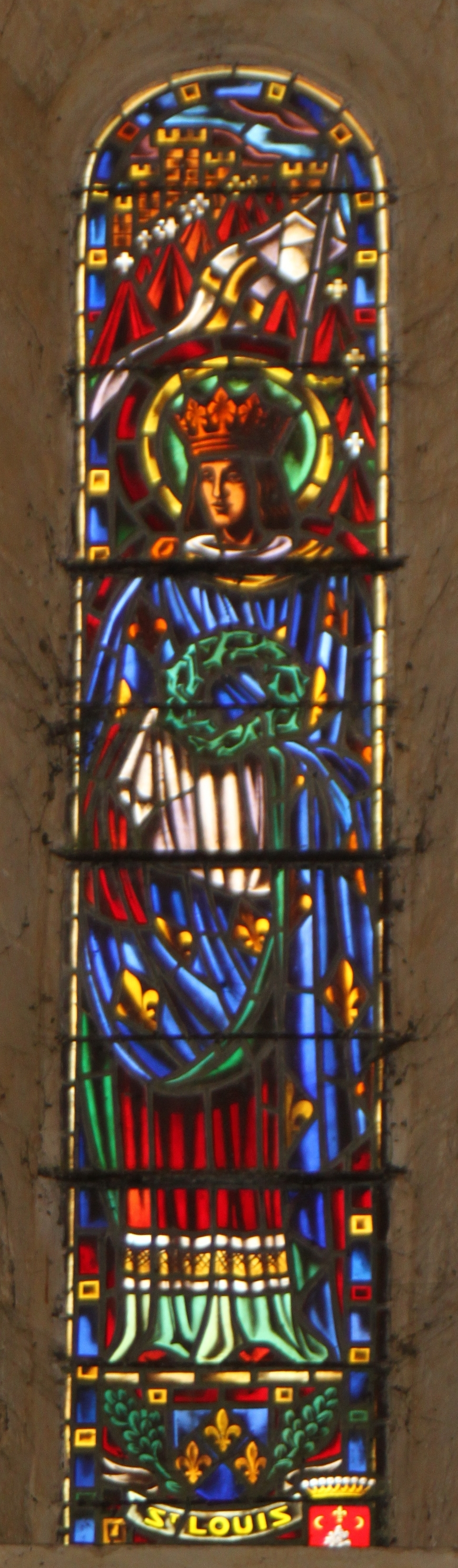
Vitrail Saint Louis.